# Aucula lolua
Aucula lolua là một loài bướm đêm trong họ Noctuidae.